# RTL Plug

Voormalig logo

RTL Plug (tot 28 maart 2023 Plug RTL) is de derde zender van RTL Belgique die zich op Franstalig België richt. De zender richt zich op jongeren (15 tot 34-jarigen) en werkte met een Luxemburgse uitzendlicentie. De zender is gericht op Wallonië en Franstalig Brussel. RTL Plug is een dochtermaatschappij van RTL TVI, onderdeel van de RTL Belgium. RTL Plug zendt uit via de kabel, alsmede via Belgacom TV en heeft tot 2023 ook in Luxemburg via de digitale ether (DVB-T) uitgezonden maar deze uitzending is na de overname door DPG Media en Rossel, gestopt. Via satelliet is de zender te zien via TeleSat.
Deze zender zendt vooral muziek en jongerenprogramma's uit, verzorgd door de Franse zenders M6 en TF1.
RTL Belgium is sinds 2022 eigendom van DPG Media en Groupe Rossel. Om het merk RTL te benadrukken is de naam in 2023 gewijzigd in RTL Plug.

## Tijdlijn Franstalige Belgische televisiekanalen
Lijst van televisiekanalen in Franstalig België